# Паненка, Антонин
А́нтонин Па́ненка (чеш. Antonín Panenka; род. 2 декабря 1948, Прага) — чехословацкий футболист, полузащитник. Игрок сборной Чехословакии (1973—1982), сыграл 59 матчей, забил 17 голов. Выступал за команды «Богемианс 1905» (Прага), венский «Рапид».
В настоящее время является президентом клуба «Богемианс 1905».

## Карьера
Будучи атакующим полузащитником, Антонин был известен как отличный распасовщик и исполнитель мастерских свободных ударов. Паненка играл за пражский «Богемианс» большую часть карьеры, присоединившись к ней в 1958 году. В 1967 году он стал игроком основного состава. После 14 лет игры за первую команду Паненка покинул клуб и перешел в австрийский «Рапид» из Вены. Там он выиграл два чемпионата и кубок страны.

## Оригинальный пенальти
Считается автором оригинального исполнения пенальти — «парашютом» прямо по центру ворот. Применил этот приём в послематчевой серии пенальти на чемпионате Европы 1976 года, отправив победный для своей сборной мяч в ворота голкипера сборной ФРГ Зеппа Майера, что сделало знаменитым как игрока, так и данный стиль пробития одиннадцатиметровых.

## Достижения

### Командные
- Чемпион Европы: 1976
- Бронзовый призёр чемпионата Европы: 1980
- Чемпион Австрии: 1982, 1983
- Обладатель Кубка Австрии: 1983, 1984, 1985
- Финалист Кубка обладателей кубков: 1985

### Личные
- Футболист года в Чехословакии: 1980
- Входит в состав символической сборной по итогам чемпионата Европы по версии УЕФА: 1976
- Лучший бомбардир Кубка обладателей кубков УЕФА: 1984/85
- Golden Foot: 2014 (в номинации «Легенды футбола»)